# Coll d'Enganyapastor
El Coll d'Enganyapastor és una collada dels contraforts nord-orientals del Massís del Canigó, a 1.275,3 metres d'altitud, del terme comunal de Pi de Conflent, a la comarca del Conflent, de la Catalunya del Nord.
Està situat al nord-est de la zona central de la comuna, a prop a l'est del poble de Pi de Conflent. És a la carena que separa les valls del Còrrec de Bareu i de la Rotjà.